# Christoph von Graffenried
Christoph von Graffenried (Worb, 15 novembre 1661 - 1743) est un noble bernois, membre du Conseil des Deux-Cents, bailli d'Yverdon de 1702 à 1708, qui fonda en 1710 la colonie de New Bern en Caroline du Nord.

## Famille et études
Christoph von Graffenried est le fils d'Anton, bailli d'Aigle et de Katharina Jenner. Il étudie le droit, l'histoire et les mathématiques, à Heidelberg où il est l'hôte de l'électeur palatin, puis à Leyde et enfin à Cambridge où il obtient le titre de maître ès arts en 1682. À Londres, il est présenté à Charles II, puis à Louis XIV à Versailles, grâce au cercle des officiers bernois de la Garde suisse. Son père le contraint alors à rentrer à Berne, pour y servir son pays et non un souverain étranger. En 1684, il épouse Regina Tscharner, avec qui ils auront quatre fils et sept filles.

## L'Amérique

### Raisons de son départ
Von Graffenried est noble, un savant pour son époque, titulaire d'un bailliage, mais il est aussi le père d'une famille nombreuse dans un pays qui à l'époque est pauvre. Comme nombre de baillis alors, il pourrait pressurer le peuple dont il a la charge, mais comme il le dit lui-même dans son ouvrage :
« ...la Fortune ne me regardant pas d'un oeuil Si favorable come je l'aurois Souhaitté, apres avoir finis mon Bailliage d'Yverdon, grand et important a Contentement de mon Souverain, des Estats voisins, et des Ressortissants, Dieu Soit loué, avec une Conscience bone et nette, mais n'y ayant pas profité pur y avoir eu des Contretems, d'autre Coté n'ayant pas esté homme a m'enrichir aux dépens des pauvres Ressortissants... »
Il a été impressionné par l'Angleterre et surtout par les récits sur ses colonies d'Amérique, alors qu'il résidait chez le Duc d'Albemarle qui avait été vice-roi de Jamaïque. Aussi décide-t-il d'aller tenter sa chance dans les colonies anglaises d'Amérique. Il abandonne alors femme et enfants et part pour l'Angleterre.

### L'Angleterre
À cette époque, un grand nombre de paysans du Palatinat ont trouvé refuge en Angleterre, alors qu'ils subissaient dans leur pays des persécutions religieuses. Bien qu'ils aient été bien accueillis, leur nombre et leurs conditions de vie inquiètent la Couronne britannique. La plupart vivent dans des villages de tentes, aux alentours de Londres, survivant grâce à la charité, sans espoir de trouver un travail. La Couronne entrevoit alors la possibilité de les envoyer comme colons dans ses possessions américaines. On fait donc circuler des tracts en allemand au sein de ces villages précaires, ventant les terres généreuses de Carolina. 
Von Graffenried les lit et rencontre un explorateur britannique, John Lawson, qui vient de rentrer de cette terre promise et qui est à Londres pour superviser la publication de son ouvrage, A New Voyage to Carolina. Il n'en faut pas plus pour convaincre Christoph que la fortune lui sourira là-bas. Il rentre à Berne, pour y chercher de quoi financer son voyage. Il fonde avec Franz Louis Michel, Georg Ritter et Peter Isot, la Bern-Ritter Colonization Company dont le but est de coloniser la terre et d'y chercher du minerai d'argent. Il obtient de Leurs Excellences de Berne une demande officielle adressée à la reine Anne de Grande-Bretagne, d'accorder à l'État de Berne un district dans ses colonies qui ne dépendrait d'aucun gouverneur, mais directement de sa Majesté ou de son Conseil.
De retour en Angleterre, il signe un accord avec la Couronne, elle ne lui accorde pas les dérogations souhaitées par Berne mais l'autorise à prendre des terres en Virginie au-dessus de la chute du Potomac aux mêmes conditions que les autres ressortissants de sa Majesté. Afin de lui donner quelque autorité sur les colons qui l'accompagneront, et débarrasseront sa Majesté de leur présence, on lui accorde les titres de « Landgrave de Caroline, Baron de Bernbery, et Chevallier du Cordon pourpre ». Il achète des terres situées « sur la Riviere de News et Trent et ... Weetock River ». Il a choisi ces terres, non pas situées en Virginie, mais au nord de la Carolina, parce qu'elles sont moins chères mais, comme il le dit lui-même, plus « eloignéz des Plantations Chrestiennes. »
Dans la commission royale qui lui est accordée, il est dit que ses Colonistes lui doivent fidélité, obéissance et respect et qu'il leur doit protection. Il doit fournir à chaque famille une vache, deux cochons et diverses fournitures qui lui seront restitués dans les 3 ans, ainsi que 300 arpents de terres qu'il leur louera à 2 sols par acre.

### L'Amérique
Il cherche ensuite des navires pouvant transporter les 600 à 1000 colons qui l'accompagneront dans cette entreprise. En janvier 1710, ceux-ci embarquent, von Graffenried les rejoint accompagné de ses fils, l'aîné Christoph et l'un des cadets Franz Ludwig. Après bien des péripéties, le 11 septembre 1710, tout le monde se retrouve au confluent de la Trent et de la Neuse et commence à bâtir ce qui deviendra New Bern. 

#### New Bern
Depuis la colonie de Roanoke établie par Walter Raleigh entre 1584 et 1587, c'est la première fois qu'une tentative de colonisation organisée débute sur ces terres. Il n'y avait, en 1710, guère plus de 10 000 européens vivant en Caroline du Nord. Il s'agissait pour la plupart de trappeurs, de chasseurs et de fermiers qui vivaient assez isolés le long des plaines côtières de Virginie jusqu'en Caroline du Sud. Il n'y avait ni véritable centre urbain ni vraiment trace d'un quelconque gouvernement. La seule communauté de quelque importance était Bath et n'avait même pas la moitié des habitants de la colonie de Graffenried.
La région est hostile, les maladies, le manque de nourriture commencent à se faire sentir ainsi qu'une tension croissante entre les colons et les indiens Tuscarora. En 1711, certains prétendent que Graffenried et ses hommes chassèrent de leurs terres, un groupe d'indiens, ce que lui-même dément dans une lettre adressée au gouverneur. Dès lors, cependant, les Tuscarora  se lancent dans des raids qui sèment la mort et font des dégâts au sein de la colonie.
Pendant l'été 1711, John Lawson entraîne Graffenried dans une expédition en amont de la rivière Neuse. Graffenried est inquiet à cause des indiens qui rôdent alentour, mais il est désireux de mieux connaître la région et de savoir jusqu'où il est possible de remonter la rivière pour éventuellement trouver un chemin plus court et plus sûr vers la Virginie. Lawson le rassure, lui disant qu'il a déjà fait ce voyage et qu'aucun « Indien sauvage » ne se trouve le long de ce bras de la rivière. Ils s'embarquent avec deux noirs (sans doute des esclaves) et deux voisins indiens que Graffenried connait et pour lesquels il a eu « quelques bontés » et dont il imagine qu'ils seront leur assurance vis-a-vis des indiens qu'ils pourraient rencontrer.
Alors qu'ils remontent la rivière, ils rencontrent quelques-uns de ces « indiens sauvages » qui n'étaient pas censés s'y trouver. Ceux-ci sont inquiets de cette exploration, ils préviennent l'un des deux indiens de l'expédition qu'ils n'autorisent pas les européens à aller plus avant dans leurs terres. Malgré cet avertissement, les explorateurs n'obtempèrent pas et sont faits prisonniers puis conduits dans le village indiens de Zurutha.

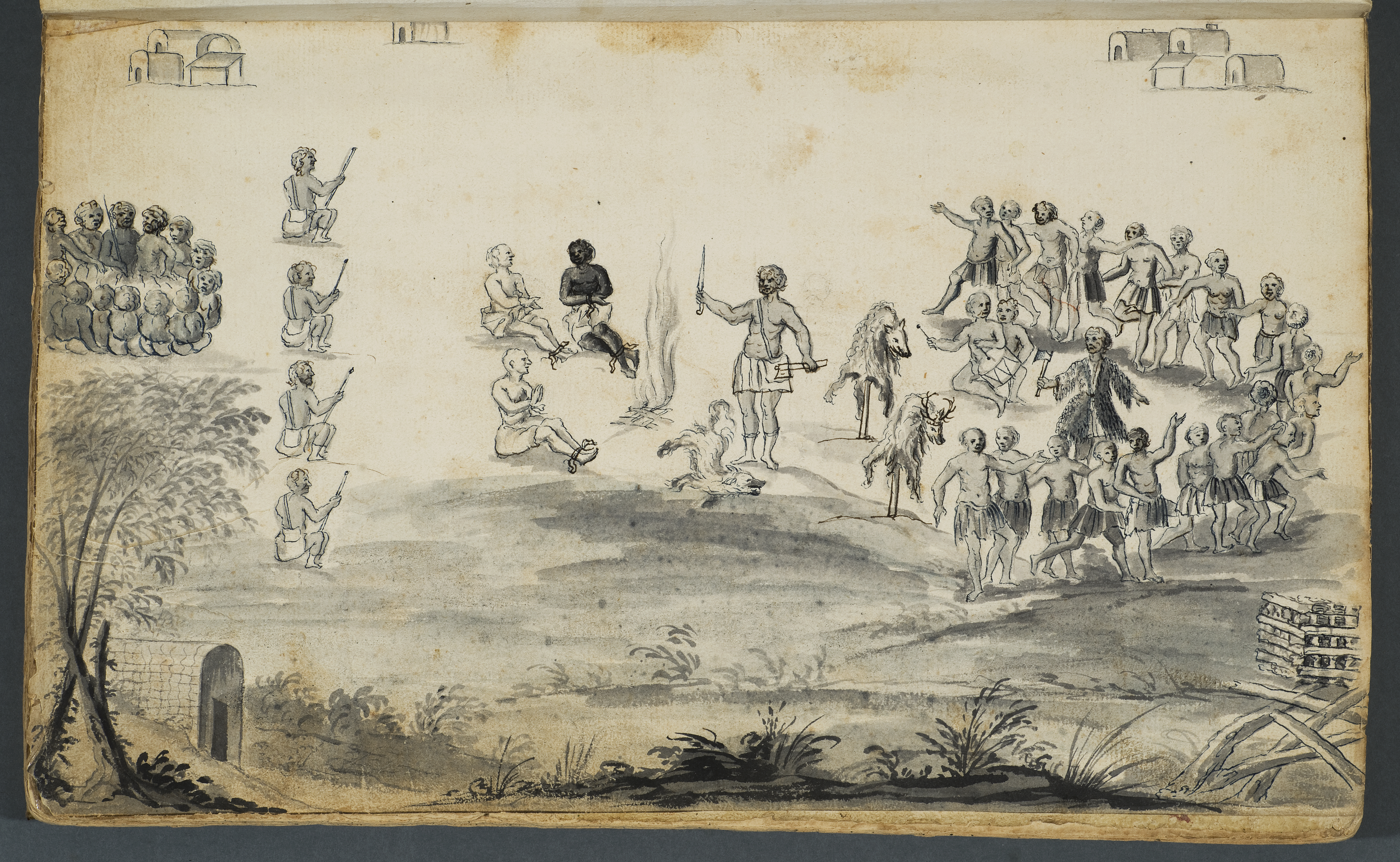
Graffenried et Lawson comme prisonniers des Tuscarora

Tous deux sont jugés, Graffenried est tellement bien habillé et montre sans doute de telles « bonnes manières » qu'il est acquitté, les Indiens le prennent pour le gouverneur de la province, par contre Lawson est condamné. Après son exécution, le chef dit à Graffenried que son peuple envisage de mener la guerre contre la Caroline du Nord. Comme ils comptent agir par surprise, en particulier contre New Bern, qui pour eux se nomme Caduca, il l'informe qu'il ne peut le relâcher avant que l'assaut ne soit donné par ses hommes. Quelque temps après, effectivement, il voit les guerriers rentrer avec leur trophées pris aux habitants, avec des prisonniers, femmes et enfants. Il peut même s'entretenir avec certains des prisonniers qui lui confirment que New Bern a été détruite et que la plupart des colons ont été massacrés.
Pendant encore six longues semaines Graffenried est prisonnier, puis les indiens l'emmènent à cheval hors du village, puis le laissent partir à pied avec un peu de nourriture.

## Retour en Suisse
Sa colonie détruite, ses colons morts, prisonniers ou ayant pris la fuite, Graffenried, tentera quand même de la ressusciter et de défendre son honneur et son point de vue par plusieurs démarches et lettres adressées au gouverneur de Caroline du Nord. Ruiné et endetté, il revend ses terres de New Bern à Thomas Pollock, puis, il rentre à Berne (en Suisse) en 1714. De nouveaux colons, arrivés d'Angleterre, remplaceront les Suisses et les Palatins et rebâtiront New Bern.
Graffenried mourut pauvre et endetté en 1743.

## Œuvre
- Christoph von Graffenried, Baron;  Vincent H Todd;  Julius Goebel, Christoph von Graffenried's account of the founding of New Bern, Raleigh : Edwards & Broughton Print. Co., State printers, 1920. (OCLC 11516924)